# 구와카이촌
구와카이촌(일본어: 桑飼村)은 일본 교토부 요사군에 있던 촌이다. 현재의 요사노정 남동부에 해당한다.

## 역사
- 1889년 4월 1일 - 정촌제 시행에 의해 3촌의 구역을 가지고 성립하였다.
- 1954년 12월 1일 - 가야정, 요사촌과 합병해 새로운 가야정이 성립, 동일 구와카이촌은 폐지되었다.

## 참고문헌
- 가도카와 일본 지명 대사전 26 京都府